# بخش ایوانوفسکی، استان آمور
بخش ایوانوفسکی (به لاتین: Ivanovsky District) یک منطقهٔ مسکونی در روسیه است که در استان آمور واقع شده‌است.